# Egri Road Beatles Múzeum
Het Egri Road Beatles Múzeum is een museum in de oude binnenstad van Eger in Hongarije. Het is gewijd aan de Britse popgroep The Beatles.

## Geschiedenis

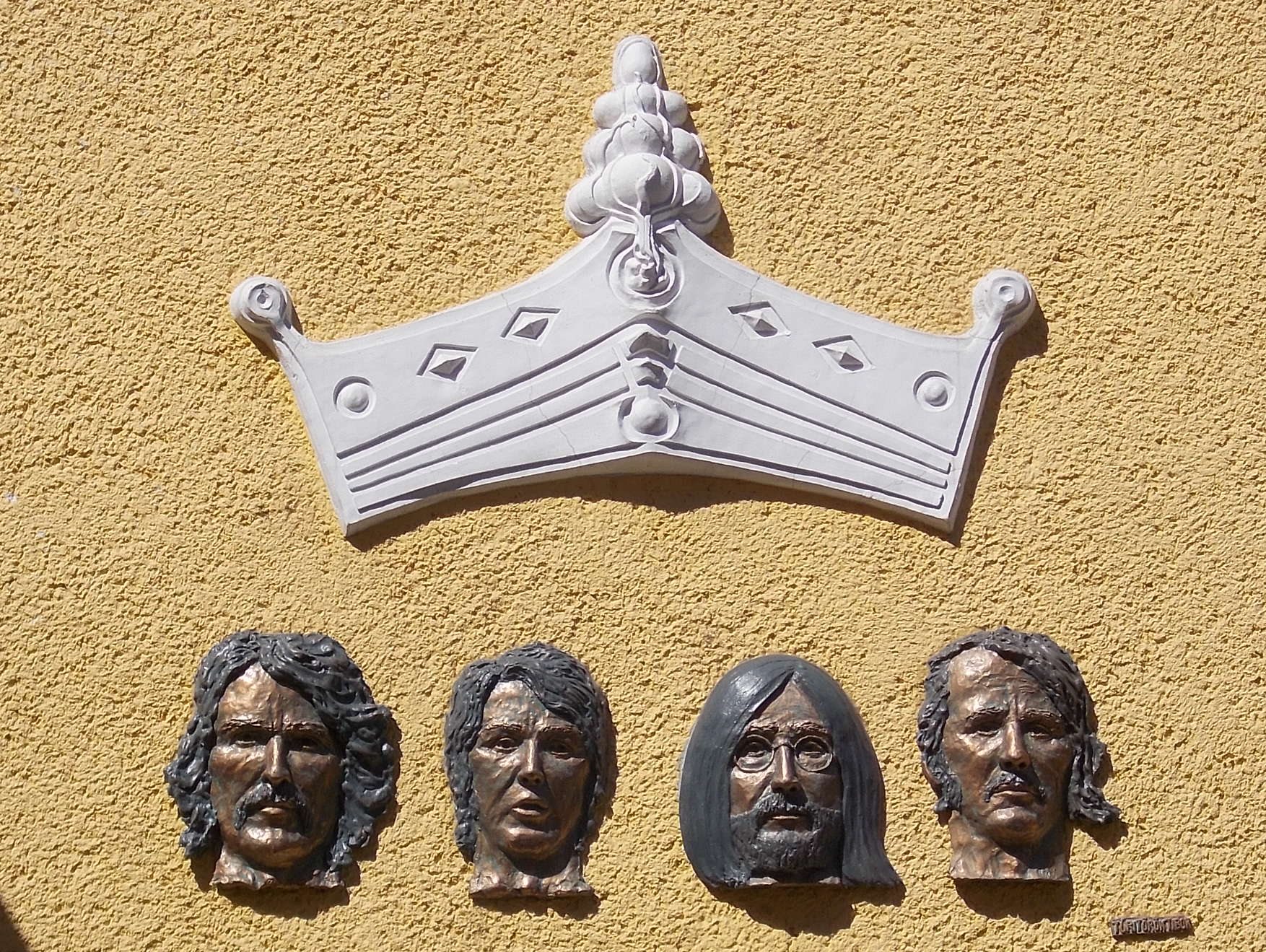
Voorgevel van het museum

Het museum is gevestigd in de kelder van het Korona Hotel. Het werd op 15 mei 2015 geopend door János Bródy (geboren 1946), een bekend Hongaars singer-songwriter en winnaar van een Kossuthprijs (2000).
Het naamsdeel Egri Road (uitspraak: Eggrie Road) is gekozen vanwege de overeenkomst in klank met Abbey Road in Londen, de straat waar zowel de Abbey Road Studios van The Beatles als hun album Abbey Road naar werd vernoemd.

## Collectie
De collectie bestaat uit de verzamelingen van Gábor Peterdi en Gábor Molnár. Tussen de stukken van Peterdi bevindt zich onder meer de fotoverzameling van Dezo Hoffmann (1912-1986). Hij was een Tsjecho-Slowaaks-Hongaarse fotograaf die in de jaren zestig veel bekende artiesten vastlegde, zoals naast The Beatles ook The Rolling Stones, Jimi Hendrix, Bob Marley, Marilyn Monroe en anderen. Molnár is schrijver van een boek over The Beatles en leverde een grote platencollectie aan en veel andere memorabilia uit de jaren zestig.
Via presentatieborden en beeld- en geluidsmateriaal wordt de muzikale geschiedenis van The Beatles verteld. Verder zijn er allerlei boeken, publicaties, foto's, gitaren, een drumstel en andere memorabilia te zien, en ook nog een steen van de Cavern Club die in 1983 geveild werd toen deze Liverpoolse club werd afgebroken.